# Trimurti Films
Trimurti Films est une des plus grandes et des plus anciennes sociétés de production de films en Inde. Elle a été fondée par Gulshan Rai en 1970.
Son propriétaire actuel est son fils Rajiv Rai, depuis la mort de son père en 2004. La société a produit son premier film, Johny Mera Naam en 1970. Elle a ensuite produit beaucoup de films à succès comme Deewaar, Trishul, Vidhaata, Tridev, Mohra et Gupt.
Ses productions les plus récentes ont été des fiascos au box-office, notamment Pyaar Ishq Aur Mohabbat (2001) et Ashambhav (2004).

## Filmographie
- Johny Mera Naam (1970)
- Joshila (1973)
- Deewaar (1975)
- Trishul (1978)
- Vidhaata (1982)
- Yudh (1985)
- Tridev (1989)
- Vishwatma (1992)
- Mohra (1994)
- Gupt (1997)
- Pyaar Ishq Aur Mohabbat (2001)
- Asambhav (2004)